# Herrschaft Salins
Die Herrschaft Salins um die Stadt Salins-les-Bains im Département Jura war eines der reichsten Besitztümer des mittelalterlichen Burgund. Grundlage des Wohlstands war die Saline, eine der ergiebigsten Mitteleuropas, die seit dem Hochmittelalter industriell ausgebeutet wurde. Daher gehörten die Herren von Salins auch politisch zu den wichtigsten Familien von Burgund.
Graf Aubry von Mâcon kaufte die Herrschaft Salins im Jahr 942, deren Bedeutung seinerzeit vor allem auf der verkehrsgünstigen Lage zwischen Frankreich, Deutschland und Italien beruhte. Erst im 11. Jahrhundert wurde so umfangreich in den Salzabbau investiert, dass eine Massenproduktion möglich wurde. Mitte des 13. Jahrhunderts erreichten die wirtschaftliche Bedeutung des Ortes und die Macht des Herrn von Salins ihren Höhepunkt. Der Herzog von Burgund kaufte Salins 1224 und tauschte es 1237 mit Jean de Châlon gegen zwei Grafschaften. Die Heirat von Johanns Sohn Hugo mit Alix, der Erbin der Freigrafschaft Burgund, vereinte die Herrschaft Salins dann erst mit der Freigrafschaft und später mit dem Herzogtum Burgund.
Neben der Herrschaft Salins gab es ab dem 11. Jahrhundert auch eine wesentlich weniger bedeutende Vizegrafschaft Salins, die 1280 zur Hälfte von Pfalzgraf Otto IV., dem auch die Herrschaft Salins gehörte, erworben wurde. Der Titel Vicomte de Salins wird ab dem 16. Jahrhundert im noch existierenden Haus Bauffremont geführt.

## Haus Mâcon
- Aubry I. († wohl 943) Graf von Mâcon, Herr von Salins
- Humbert I., 944 bezeugt, dessen jüngerer Sohn, Herr von Salins
- Humbert II., 958/971 bezeugt, dessen Sohn
- Gaucher II., nach 1039 bezeugt, dessen Sohn
- Gaucher III.; † nach 1084, dessen Sohn
- Humbert III., dessen Sohn
- Gaucher IV., dessen Sohn
- Maurette; † nach 1218, Erbin von Salins; ⚭ Gerhard I., Graf von Mâcon und Vienne

## Haus Burgund-Ivrea
- Gaucher von Vienne († 1219) Herr von Salins, Sohn von Gerhard I.; ⚭ I Mahaut de Bourbon, Tochter von Archambault VII.; ⚭ II Adelaide de Dreux, Tochter von Graf Robert II.
- Margarete († 1257/59) 1219/25 Dame de Salins, Tochter von Gaucher IV., verkauft 1225 Salins

## Älteres Haus Burgund
- Hugo IV. (1212–1272) Herzog von Burgund, kauft 1225 Salins

## Haus Burgund-Ivrea,Linie Chalon
- Johann der Weise († 1267) Graf von Auxonne und Chalon 1213–1237, tauscht 1237 mit Herzog Hugo IV. Chalon und Auxonne gegen Salins
- Hugo († 1266) Herr von Salins, Sohn Johanns, 1248 Graf von Burgund; ⚭ Adelheid von Andechs-Meranien, Pfalzgräfin von Burgund
- Otto IV. († 1302) 1266–1302 Herr von Salins, 1379–1302 Pfalzgraf von Burgund, Sohn Hugos und Adelheids ⚭ Mathilde von Artois
- Robert, 1302–1315 Pfalzgraf von Burgund, Sohn Ottos und Mathildes
- Johanna II. († 1330) 1315–1330 Herrin von Salins, Pfalzgräfin von Burgund, Tochter Ottos IV.; ⚭ Philipp V., König von Frankreich

## Kapetinger
- Johanna III. (1308–1343) 1330–1347 Pfalzgräfin von Burgund, Gräfin von Artois, Herrin von Salins, Tochter Johannas II. ⚭
- Odo IV. (1295–1350) 1315 Herzog von Burgund, 1330 Pfalzgraf von Burgund, Graf von Arois, Auxonne und Chalon, Herr von Salins

## Älteres Haus Burgund
- Philippe Monsieur (1323–1346) Herr von Salins, Erbherzog von Burgund, Sohn Johannas und Odos
- Philipp von Rouvres (1346–1361) Herzog von Burgund, Sohn von Philippe Monsieur; ⚭
- Margarete von Burgund (um 1312–1382) Gräfin von Artois, Pfalzgräfin von Burgund, Herrin von Salins, Tochter Johannas II. (erbt die Pfalzgrafschaft und Salins als nächste Erbin Johannas und nicht als Ehefrau Philipps), ⚭ Ludwig I., Graf von Flandern (1330–1383)

## Haus Flandern
- Ludwig II. (1330–1384) Graf von Flandern, Pfalzgraf von Burgund, deren Sohn
- Margarete von Flandern (1350–1405), Gräfin von Flandern, Artois, Nevers, Rethel, Pfalzgräfin von Burgund etc.; ⚭ Philipp der Kühne, Herzog von Burgund

Die Herrschaft Salins geht im Besitz und Erbe des Hauses Burgund auf.